# Washington Ridge
Washington Ridge är en bergstopp i Antarktis. Den ligger i Västantarktis. Nya Zeeland gör anspråk på området. Toppen på Washington Ridge är 226 meter över havet.
Terrängen runt Washington Ridge är platt åt sydost, men åt nordväst är den kuperad. Trakten är obefolkad. Det finns inga samhällen i närheten. 